# 파스타 프리마베라

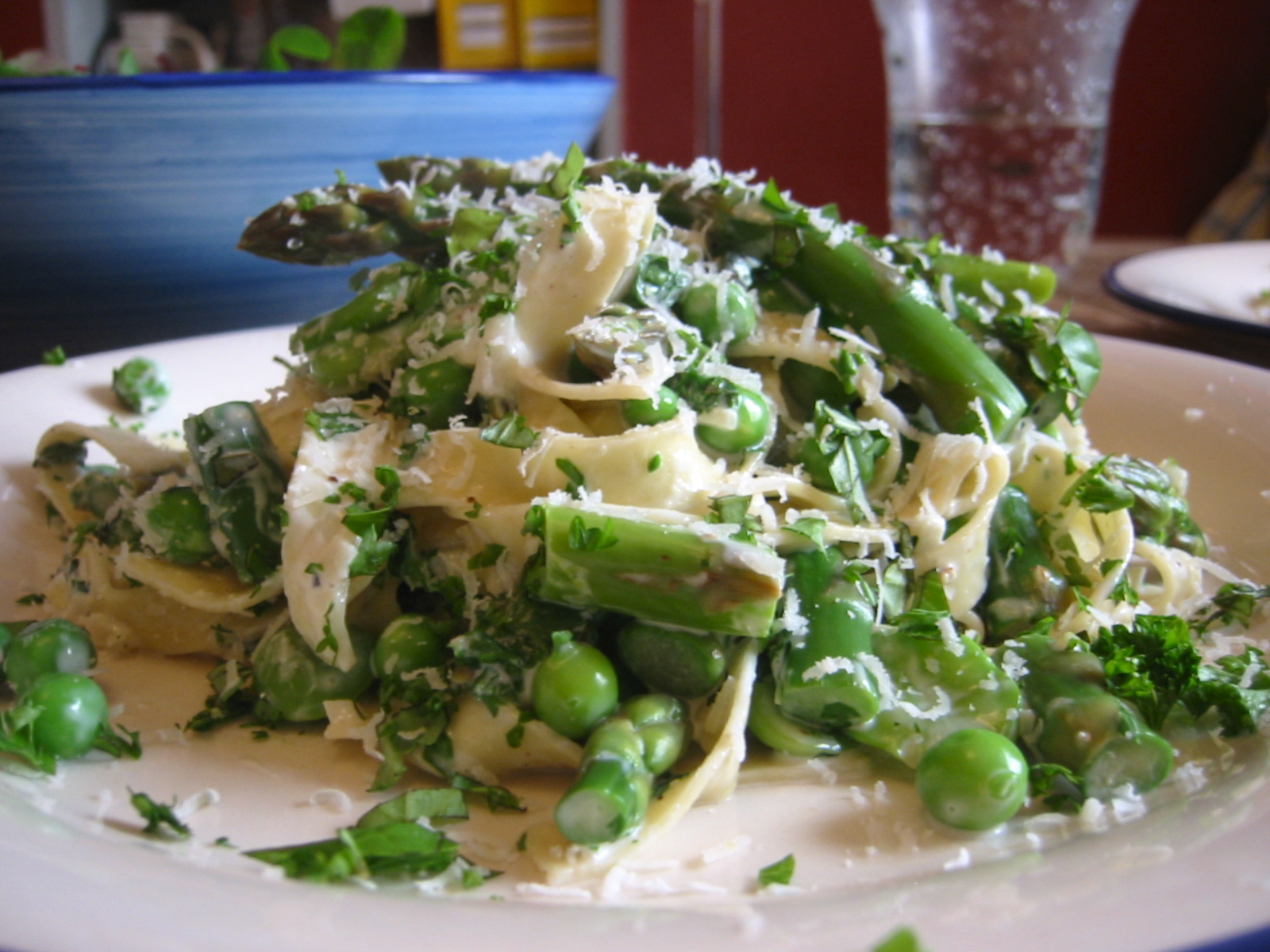
파스타 프리마베라

파스타 프리마베라(이탈리아어:Pasta primavera, 봄의 파스타)는 파스타와 신선한 채소를 곁들여 만든 파스타 요리이다. 닭고기가 첨가되기도 하는데 핵심은 채소에 있다. 여러 종류의 채소를 넣지만 보통 형체가 쉽게 부서지지 않는 브로콜리, 완두콩, 당근, 양파, 풋고추를 함께 곁들인다. 향좋은 허브와 같이 조리하여 색감이 밝기 때문에 향도 좋다.
고전적인 프리마베라 소스는 마늘과 올리브유로 조리하고 마지막에 파르미자노 레자노를 첨가하는데 후에는 크림을 많이 첨가하는 것도 생겨났다. 차게 만들어 먹는 조리법도 있지만 이렇게 조리하면 안티파스토, 즉 에피타이저로 본다.
보통은 작은 면으로 조리하여 펜네 파스타면을 사용한다. 긴 면을 쓴다면 페투치네를 쓰기도 하는데 면의 모양에 맞춰서 채소도 조리한다.

## 기원

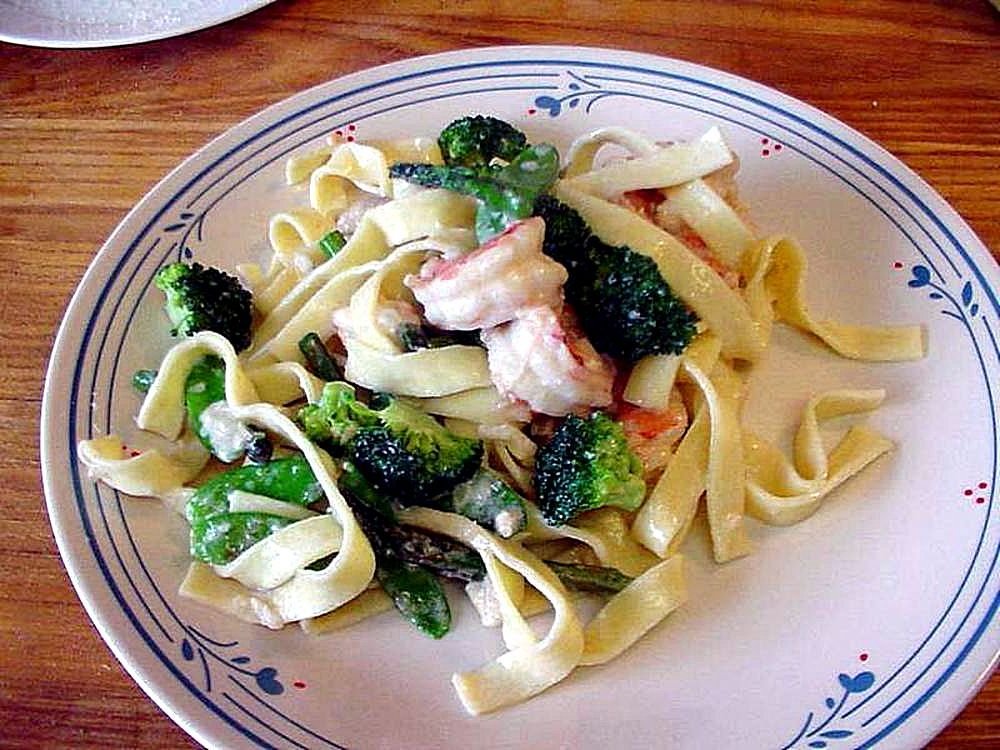
새우를 곁들인 파스타 프리마베라

1975년 뉴욕의 유명 쉐프인 시리오 마치오니는 이탈리아 남작 카를로 아마토의 샹그릴라 목장(캐나다 노바 스코샤)에 여름 휴가 겸 출장을 떠났다. 마치오니와 두 수석 주방장은 가금류와 생선을 시험해봤지만 뭔가 남작과 손님들은 다른 맛을 원했고 버터와 치즈, 크림을 한데 섞어 조리해 보았다. 이후 뉴욕의 레스코랑 Le Cirque에서 특별 메뉴로 등장했고 뉴욕타임스에서 이 메뉴를 소개하면서 일약 유명 메뉴에 올랐다. 하지만 그 시초에 대해서는 논쟁이 있다. 레스토랑 공동 소유주인 세리오 마치오니는 그의 아네 에기디아나가 노바 스코샤 여행 시 직접 채소를 갖고 와 조리했다고 말했고 다른 주장도 무성했다. 하지만 수석 쉐프인 베르그네스는 준비 과정상 여러 요구사항이 많은 이 요리를 주방에서 할 수 없어 메뉴에 등록하는 것을 거부했다. 살짝 채소와 파스타를 조리하였고 뉴욕타임스에 이 요리를 소개한 클라이보른과 프라니는 맨해튼 모든 사람들이 좋아할 요리라며 극찬했다.

## 같이 보기
- 카르보나라